# Junior (Schachprogramm)
Junior ist ein Computerschachprogramm, das von den israelischen Programmierern Amir Ban und Shay Bushinsky geschrieben wird. Sie werden von Großmeister Boris Alterman unterstützt, der insbesondere für das Eröffnungsbuch zuständig ist. Die Mehrprozessorversion des Programms wird Deep Junior genannt. Ende 2009 erschien eine Version der Engine unter dem Namen "Junior 2010 UCI" zusammen mit der Vorschauversion einer eigenen Schachoberfläche namens Bobby Junior. Version 12, die bis zu 40 Prozessoren unterstützt, erschien im Oktober 2010. Version 13 wurde Anfang 2012 veröffentlicht. Aktuell ist die „Yokohama“ genannte Version 14, die seit Anfang 2014 auf dem Markt ist.

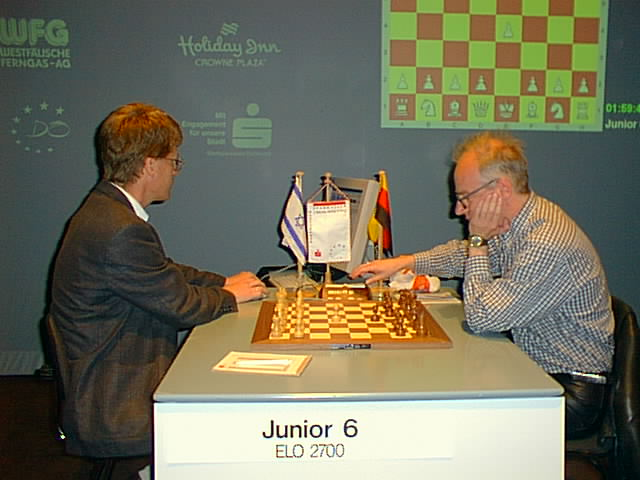
Matthias Wüllenweber (links) mit Junior 6 als Gegner von Robert Hübner bei den Dortmunder Schachtagen 2000.

Junior gewann die Computerschach-Weltmeisterschaften 1997, 2001, 2002, 2004, 2006, 2011 und 2013, die von der International Computer Games Association ausgerichtet wurden. 
2003 erreichte eine Programmversion   von Deep Junior ein Unentschieden (3:3) in einem Wettkampf gegen Garri Kasparow. 2006 siegte das Programm in Turin bei der Computer-Schachweltmeisterschaft, ohne eine Partie zu verlieren. Im Juni 2007 ging es aus einem Vergleich gegen Deep Fritz mit 4:2 (+2 =4 −0) siegreich hervor, wobei es aber mit einem 16-Prozessor-System gegen ein 8-Prozessor-System einen Hardwarevorteil besaß.
Das Programm ist für Mehrprozessorsysteme optimiert und kommt dort auf 25 Millionen berechnete Stellungen pro Sekunde. Charakteristisch für Junior ist ein dynamischer Spielstil. Insbesondere in taktisch geprägten Stellungen mit ungleicher Materialverteilung gilt das Programm als sehr stark. In der Rangliste der schwedischen Computerschachvereinigung SSDF liegt Deep Junior 10.1 mit einer Elo-Zahl von 2982 um 250 Wertungspunkte hinter dem Spitzenreiter (Intel Q6600, 646 ausgewertete Partien).
Das Programm wird bis zur Engine-Version 10 mit einer  Fritz-Benutzeroberfläche von der Firma ChessBase vermarktet, die Engine "Junior 2010 UCI" mit "Bobby-Junior"-Benutzeroberfläche ist beim Internet Chess Club erhältlich. Seit Frühjahr 2010 werden die offiziellen Engine-Versionen ab der Version 11 auf der HIARCS-Website von Mark Uniacke vertrieben.